# Supsa
Supsa (gr. სუფსა) – wieś portowa nad Morzem Czarnym w Gruzji. Znajduje się w regionie Guria, w gminie Lanczchuti, w pobliżu ujścia rzeki Supsa do morza. W 2014 roku liczyła 273 mieszkańców.
Supsa jest punktem końcowym rurociągu Baku–Supsa, łączącego pola naftowe na Morzu Kaspijskim z terminalem naftowym w Supsie. W miejscowości znajduje się stacja kolejowa na linii Samtredia–Batumi. Trasa europejska E692 przebiega przez Supsę i krzyżuje się w jej pobliżu z trasą E70.